# Dennis Gansel
Dennis Gansel (Hanôver, Alemanha, 4 de outubro de 1973) é um diretor de cinema, escritor e ator alemão.

## Carreira
Nascido em 1973, em Hanôver, Dennis Gansel estudou na Munich Film School HFF. Ele é mais conhecido por ter dirigido o filme Die Welle (2008); seu projeto seguinte foi filme de vampiros Wir sind die Nacht (2010) com as atrizes Karoline Herfurth, Nina Hoss, Jennifer Ulrich, Anna Fischer e Max Riemelt. Além de dirigir, Gansel também tentou atuar. Ele teve diversos pequenos papeis nos próprios filmes e em alguns outros.

## Filmografia
| Ano  | Título                             |
| ---- | ---------------------------------- |
| 1995 | Im Auftrag des Herrn (curta)       |
| 1997 | The Wrong Trip (curta)             |
| 1998 | Living Dead (curta)                |
| 1999 | Das Phantom                        |
| 2001 | The Dawn (curta)                   |
| 2001 | Mädchen, Mädchen                   |
| 2004 | Napola – Elite für den Führer      |
| 2008 | Die Welle                          |
| 2009 | Männerherzen (como ator)           |
| 2010 | Wir sind die Nacht                 |
| 2011 | 205 - Zimmer der Angst (como ator) |
| 2012 | Die Vierte Macht                   |